# 藤原鷲取
藤原 鷲取（ふじわら の わしとり）は、奈良時代後期の貴族。藤原北家、左大臣・藤原魚名の子。官位は従五位上・中務大輔。

## 経歴
宝亀2年（771年）従五位下・伊勢員外介に叙任されると、翌宝亀3年（772年）伊勢介、宝亀5年（774年）伊勢守と伊勢国司として順調に昇進し、宝亀6年（775年）には従五位上に昇叙されている。宝亀7年（776年）造宮少輔に転じると、のち造宮大輔・中務大輔と光仁朝の後半は京官を歴任する一方、この間の宝亀10年（779年）上野守を兼ねている。
延暦元年（782年）父の左大臣・魚名の失脚に伴い、他の魚名の子息が左遷された際に、鷲取の名前が挙がっていないことから、これまでに没した可能性がある。

## 官歴
『続日本紀』による。
- 時期不詳：正六位上
- 宝亀2年（771年）正月23日：従五位下。5月14日：伊勢員外介
- 宝亀3年（772年）4月20日：伊勢介
- 宝亀5年（774年）3月5日：伊勢守
- 宝亀6年（775年）正月16日：従五位上
- 宝亀7年（776年）3月6日：造宮少輔
- 宝亀8年（777年）正月25日：造宮大輔
- 宝亀9年（778年）2月23日：中務大輔
- 宝亀10年（779年）2月23日：兼上野守

## 系譜
『尊卑分脈』による。
- 父：藤原魚名
- 母：藤原宇合の娘
- 妻：藤原人数（藤原良継の娘）
  - 次男：藤原藤嗣（773-817）
- 生母不詳の子女
  - 男子：藤原正雄
  - 女子：藤原小屎[2] - 桓武天皇夫人
  - 女子：藤原藤子（妙徳）-伝教大師最澄の母